# Limit
"Limit" é o décimo nono single da banda de rock japonesa Luna Sea, lançado em 22 de junho de 2016. É tema de abertura do anime Endride. Alcançou a 14 posição na Oricon Singles Chart e a 19 na Billboard Japan Hot 100.

## Visão geral
"Limit" foi produzida para ser a música tema de abertura do anime Endride, depois que a equipe de produção do anime convidou o Luna Sea. Assim, é o primeiro trabalho da banda a ser vinculado a um anime.
Um comercial de 30 segundos do single utilizando imagens do videoclipe foi carregado no YouTube em 29 de maio. O vídeo completo foi transmitido gratuitamente no site da banda por apenas quatro horas, das 20:00 às 24:00, durante a lua cheia em 20 de junho de 2016. Como parte de uma promoção com a empresa de brinquedos Brokker, foi modelado um boneco Lego para cada membro da banda, semelhante a eles. Os brinquedos serviram de base para uma recriação curta e animada em 3D do videoclipe de "Limit", publicado no YouTube em 21 de setembro.
O lado-b do single, "I'll Stay With You", foi escrito por Sugizo e o apresenta tocando violino.

## Lançamento
O single foi lançado em quatro edições; a regular contém apenas o CD de duas faixas, a Edição Limitada A contém um SHM-CD de alta fidelidade e inclui um Blu-ray do videoclipe da faixa-título, a Edição Limitada B é um CD padrão com o mesmo vídeo em um DVD. A edição especial do Endride inclui apenas a faixa-título e não o lado-b. Todos os quatro têm arte de capa diferente.

## Faixas
Todas as letras escritas por Ryuichi. 
| N.º            | Título               | Música         | Duração |  |
| 1.             | "Limit"              | J              | 3:45    |  |
| 2.             | "I'll Stay With You" | Sugizo         | 5:11    |  |
| Duração total: | Duração total:       | Duração total: | 8:56    |  |

## Ficha técnica
Luna Sea
- Ryuichi - vocais
- Sugizo - guitarra solo, violino
- Inoran - guitarra rítmica
- J - baixo
- Shinya Yamada - bateria

## Desempenho nas paradas
| Parada (2013)           | Posição de pico |
| ----------------------- | --------------- |
| Oricon Singles Chart    | #14             |
| Billboard Japan Hot 100 | #19             |